# Natsuki Satō
Natsuki Satō ou Sato, Satoh, Satou (佐藤夏希, Satō Natsuki, née le 1er juillet 1990 à Sapporo, Japon) est une chanteuse et idole japonaise, membre du groupe de J-pop AKB48 (Team B). Elle débute en 2006 avec la Team K. En 2007, elle double l'un des personnages de la série anime ICE et participe au groupe ICE from AKB48 créé pour l'occasion. 
Le 30 novembre 2012, elle annonce sa graduation[Quoi ?] du groupe AKB48, pour pouvoir se focaliser sur ses études universitaires et sa future carrière.